# 凧

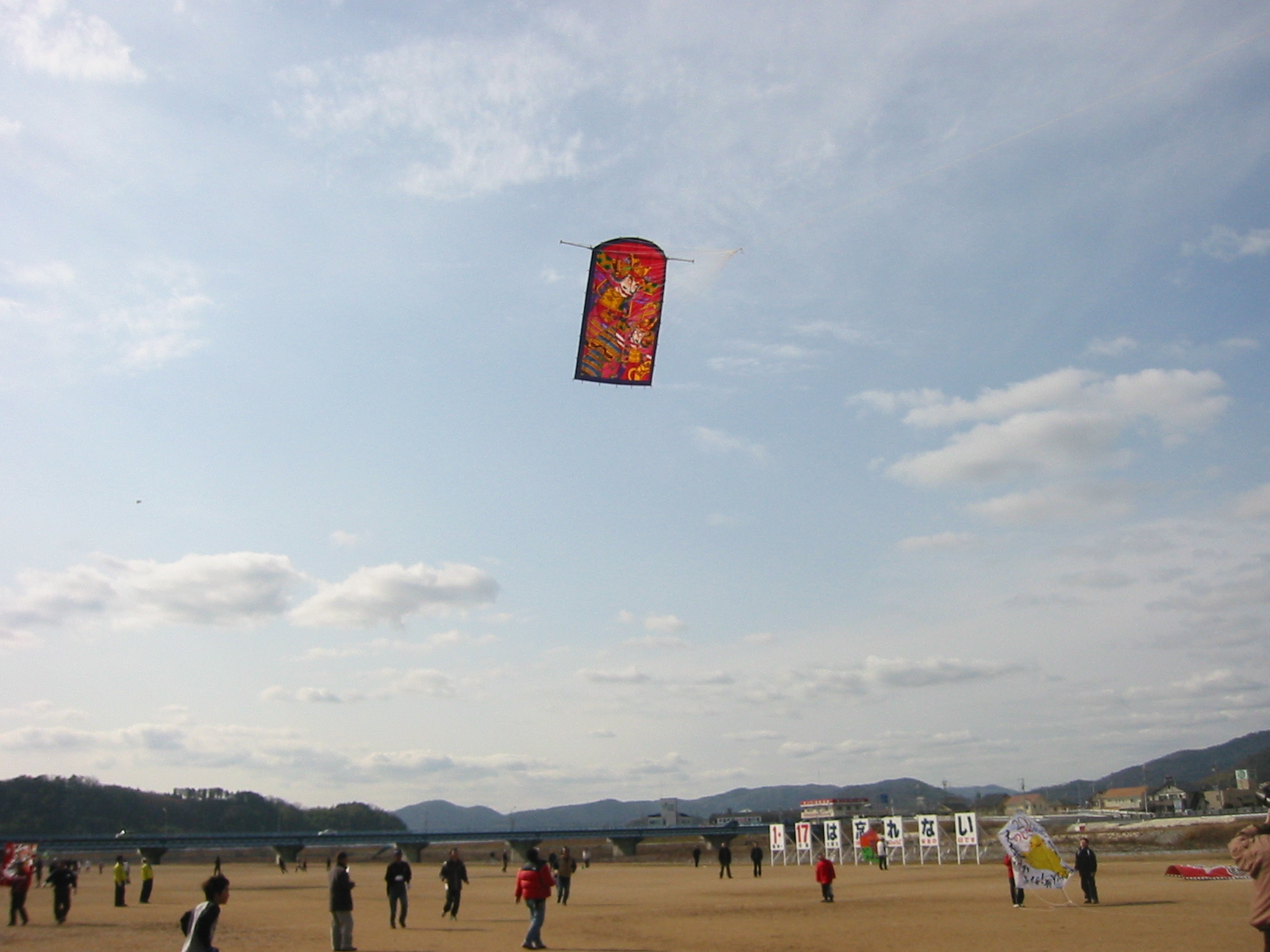
一般的な凧揚げの光景

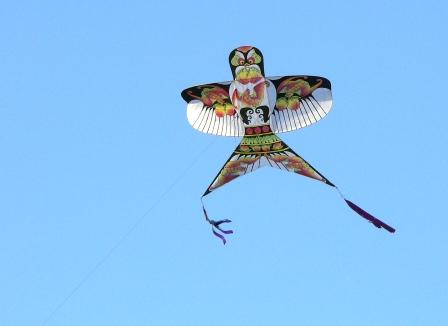
中国の伝統凧「黒鍋底（ヘイクオテエ）」。つばめ凧の原型。元々は墨一色で兵士が描かれていたという。

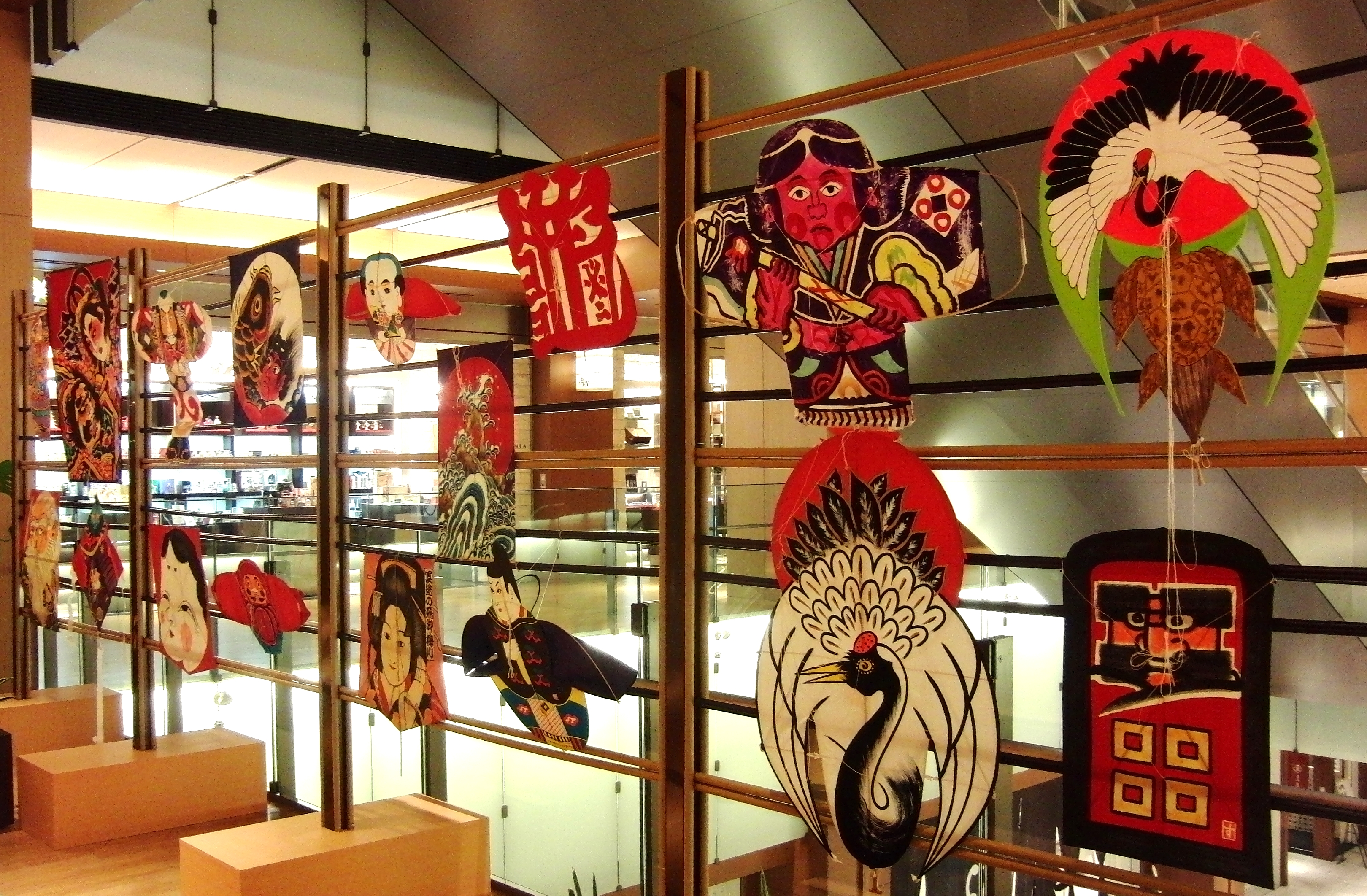
日本の様々な凧

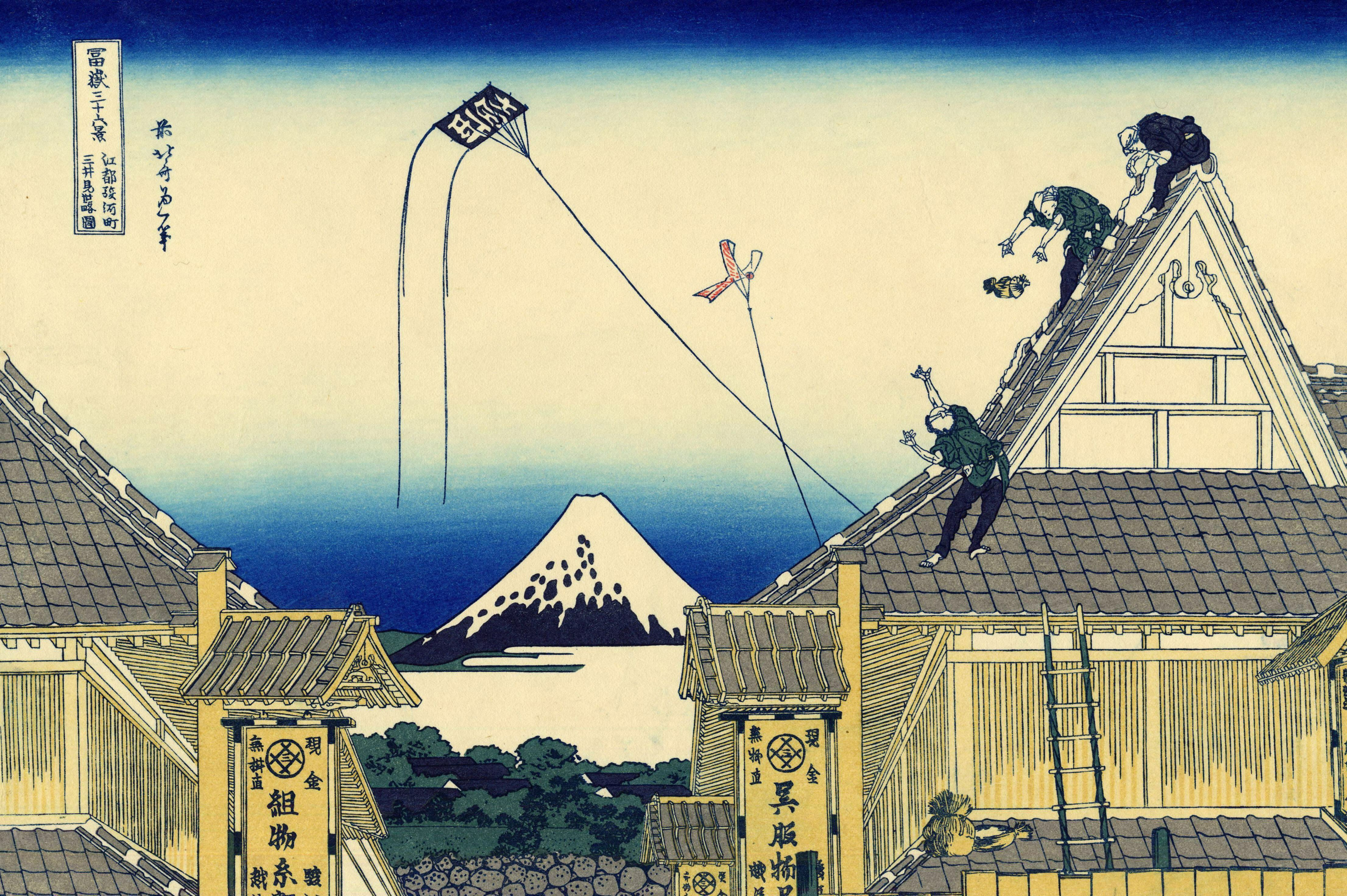
『富嶽三十六景』に描かれた江戸の凧

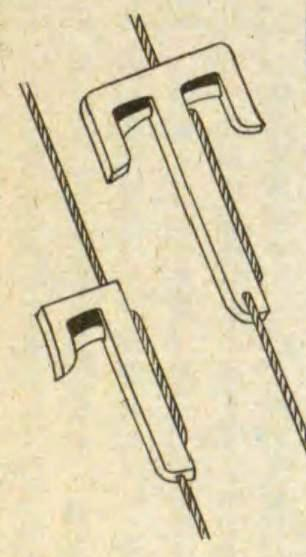
凧の糸に仕込む刃付きの雁木

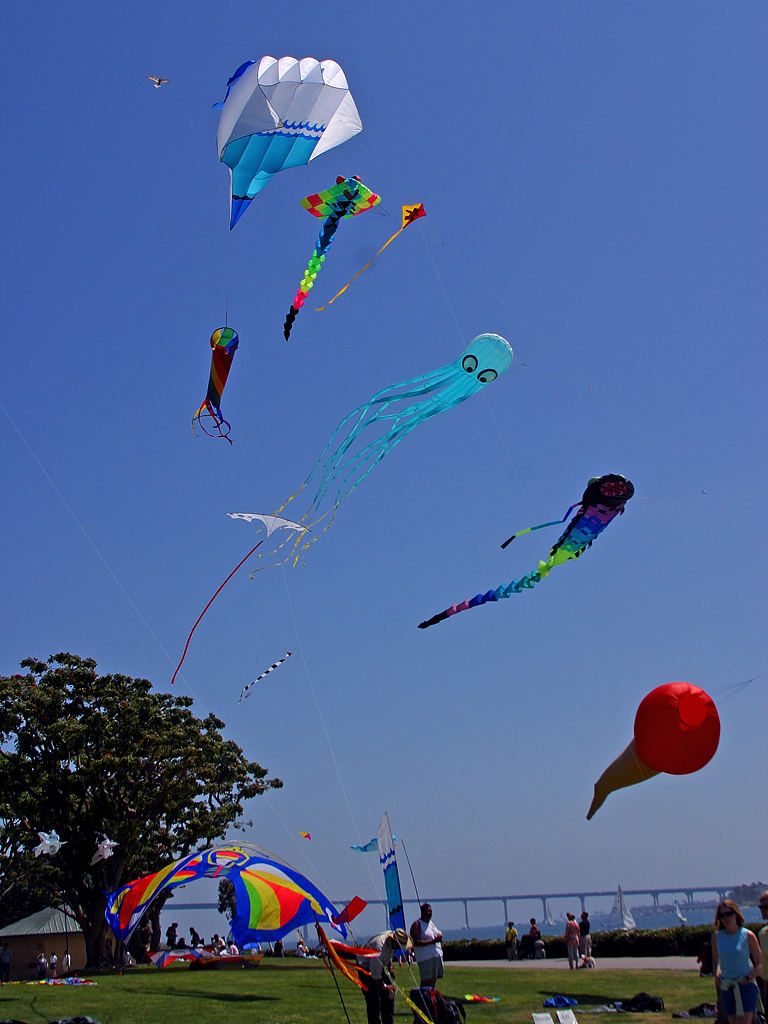

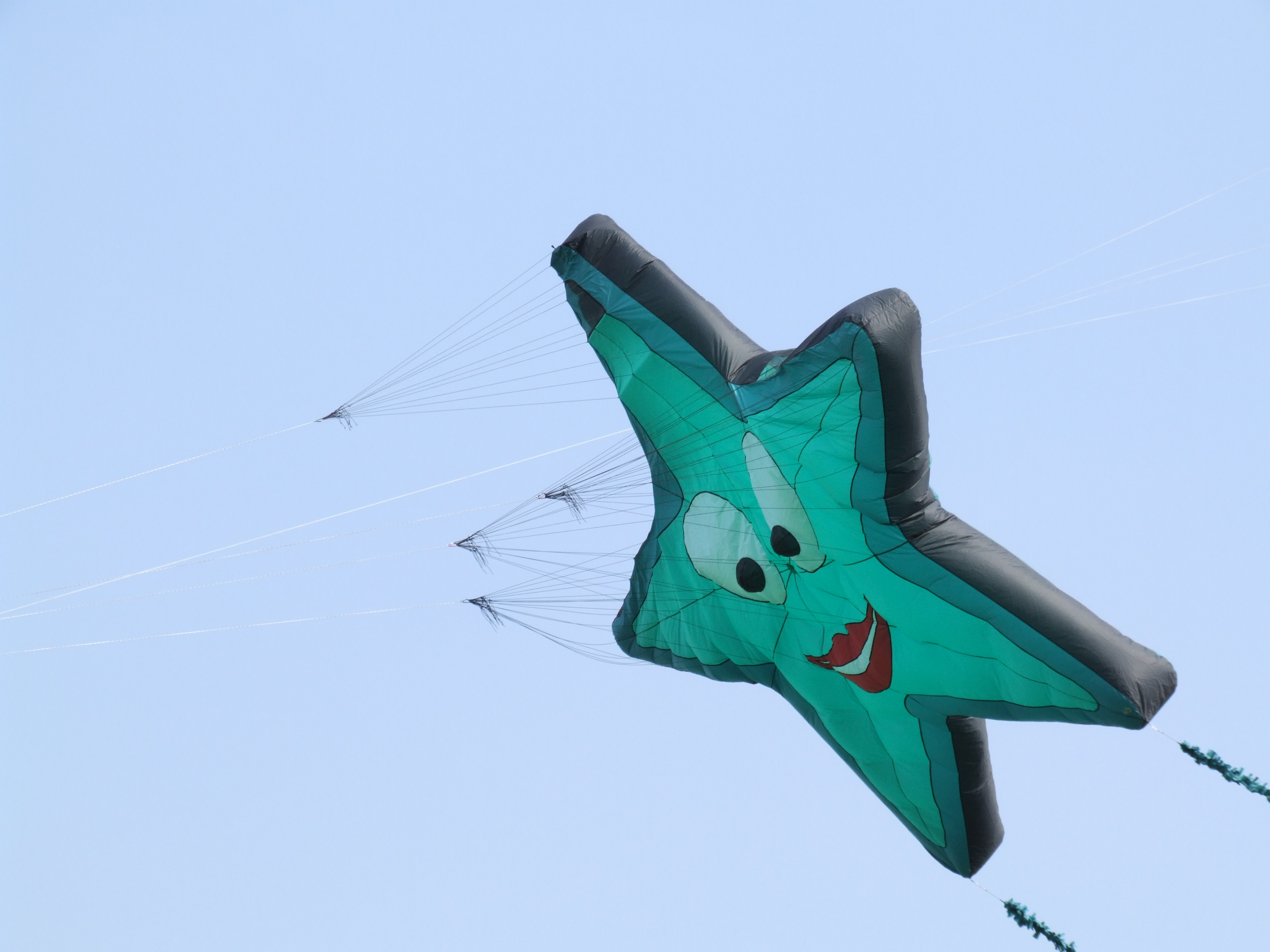
ホッケンハイム（ドイツ）にて

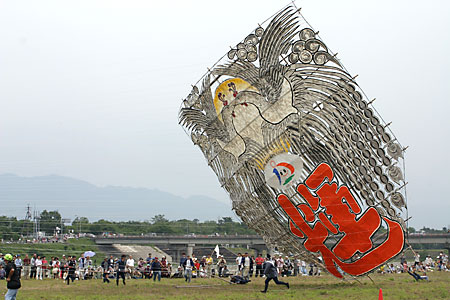
滋賀県東近江市の八日市大凧まつり

凧（たこ）とは、糸で牽引して揚力を起こし、空中に飛揚させる物。木や竹などの骨組みに紙、布、ビニールなどを張って、紐で反りや形を整えて作られる。世界各地にある。日本では正月の遊びとして知られ、古語あるいは地方名で紙鳶（しえん）、旗（はた）、いかなどとも言う（後述）。

## 歴史
半ば伝説的だが、中国大陸で最初に凧を作った人物は、後代に工匠の祭神として祭られる魯班とされている。魯班の凧は鳥形で、3日連続で上げ続けることができたという。ほぼ同時代の墨翟が紀元前4世紀に3年がかりで特別な凧を作った記録がある。魯班、墨翟のどちらの凧も軍事目的だった。
中国大陸の凧は昆虫、鳥、その他の獣、そして竜や鳳凰などの伝説上の生き物など様々な形状を模している。現代中国の凧で最上の物は、竹の骨組みに絹を張り、その上に手描きの絵や文字などがあしらわれている。
日本では、平安時代中期に作られた辞書『和名類聚抄』に凧に関する記述が紙鳶、紙老鳶（しろうし）として登場し、その頃までには伝わっていたと思われる。日本の伝統的な和凧は竹の骨組みに和紙を張った凧である。長方形の角凧の他、六角形の六角凧、奴（やっこ）が手を広げたような形をしている奴凧など、各地方独特の様々な和凧がある。凧に弓状の「うなり」をつけ、ブンブンと音を鳴らせながら揚げることもある。凧の安定度を増すために、尻尾（しっぽ）と呼ばれる細長い紙（ビニールや竹の場合もある）を付けることがある。尻尾は、真ん中に1本付ける場合と、両端に2本付ける場合がある。尻尾を付けると回転や横ぶれを防ぐことができ、真上に揚がるように制御しやすくなる。
17世紀頃から交易船によって、南方系の菱形凧が長崎に持ち込まれ始めた。出島で商館の使用人たち（インドネシア人と言われる）が凧揚げに興じたことから、南蛮船の旗の模様から長崎では凧を「ハタ」と呼び、菱形凧が盛んになった。これは、中近東やインドが発祥と言われる菱形凧が、14-15世紀の大航海時代にヨーロッパへと伝わり、オランダの東方交易により東南アジアから長崎に広まったものとされる。
江戸時代には、大凧を揚げることが日本各地で流行り、江戸の武家屋敷では凧揚げで損傷した屋根の修理に毎年大金を費やすほどだった。競技用の凧（ケンカ凧）には、相手の凧の糸を切るためにガラスの粉を松脂などで糸にひいたり（長崎のビードロ引き）、刃を仕込んだ雁木を付けたりもした。このような状況により喧嘩や事故で死人が出ていた為、明暦元年（1655年）｢町中にてイカノボリを揚げる事を禁ず｣という禁止令がだされ、烏賊ではなく章魚だと故事付けて続けた事からタコの名称になる。当時は長崎でも、農作物などに被害を与えるとして幾度か禁止令が出された。
明治時代以降、電線が増えるに従い、市中での凧揚げは減っていくが、正月や節句の子供の遊びや祭りの楽しみ、日常的に遊ぶ娯楽として続いた。明治時代、凧が電線に引っかかって停電の元となったり、畑に落ちた凧を拾おうとした人が農作物を踏み荒らしたりする問題から、一部地域では法令により禁止されることもあった。1910年、森下辰之助は、飛行機凧を発明し、皇孫への献上を出願した。
1960年代には、2本や4本など複数のラインを用いて自在に操ることができるスポーツカイトが登場した。第二次世界大戦中、アメリカ海軍では対空射撃の訓練用として2本ラインの凧が使用され、これがスポーツカイトの原型となった。決められた図形を凧でなぞっていく規定競技や、音楽に合わせて様々な技を披露するバレエなど、操縦技術を競い合う競技会が定期的に開かれている。

## 種類
以下のような凧がよく知られている。なお、日本ではこれら分類とは別に和紙や竹などから構成される和凧と、海外から輸入され、ビニールなど様々な素材で構成される洋凧（カイト）に大別される。

### 娯楽用の凧

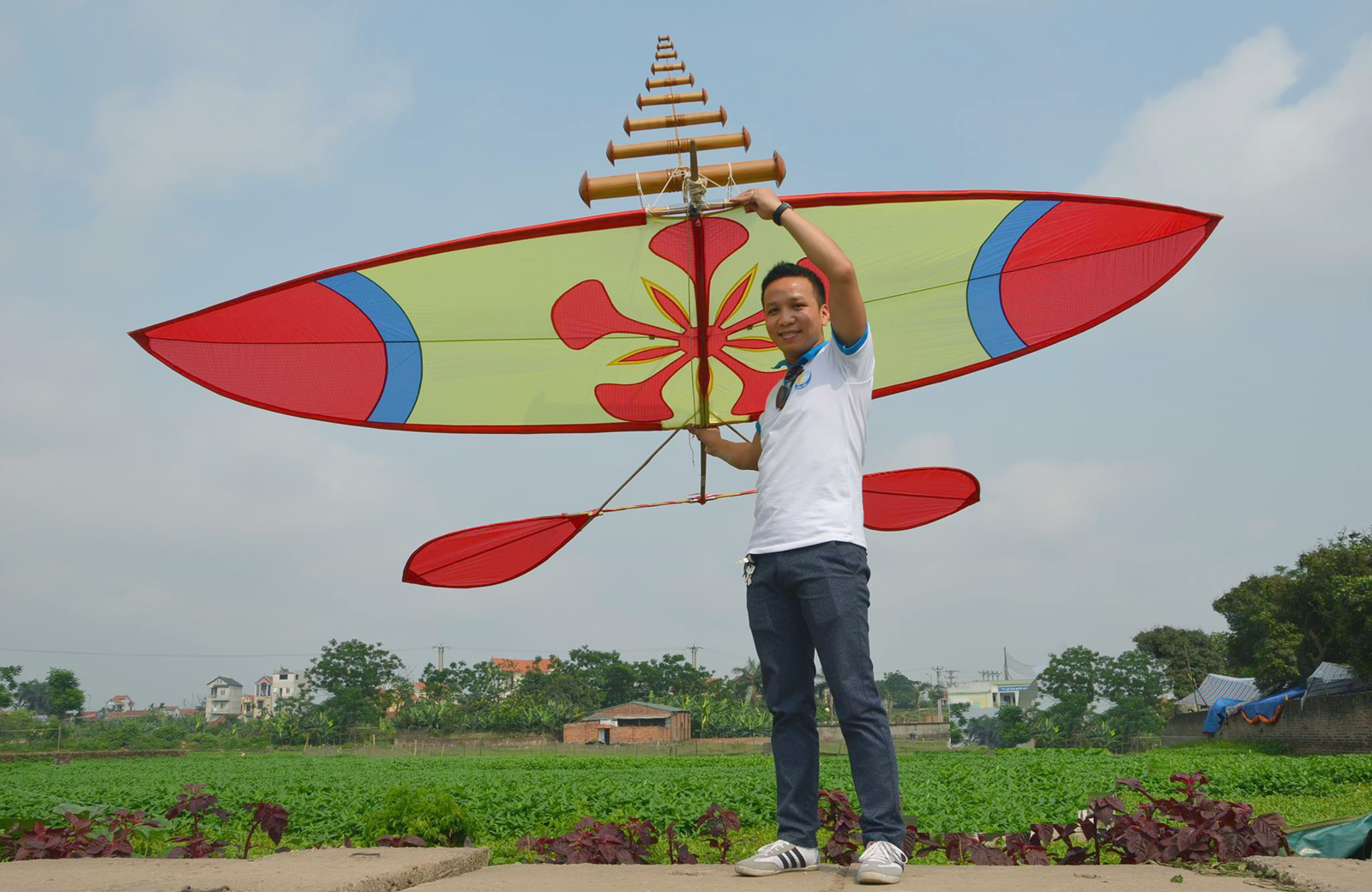
笛凧

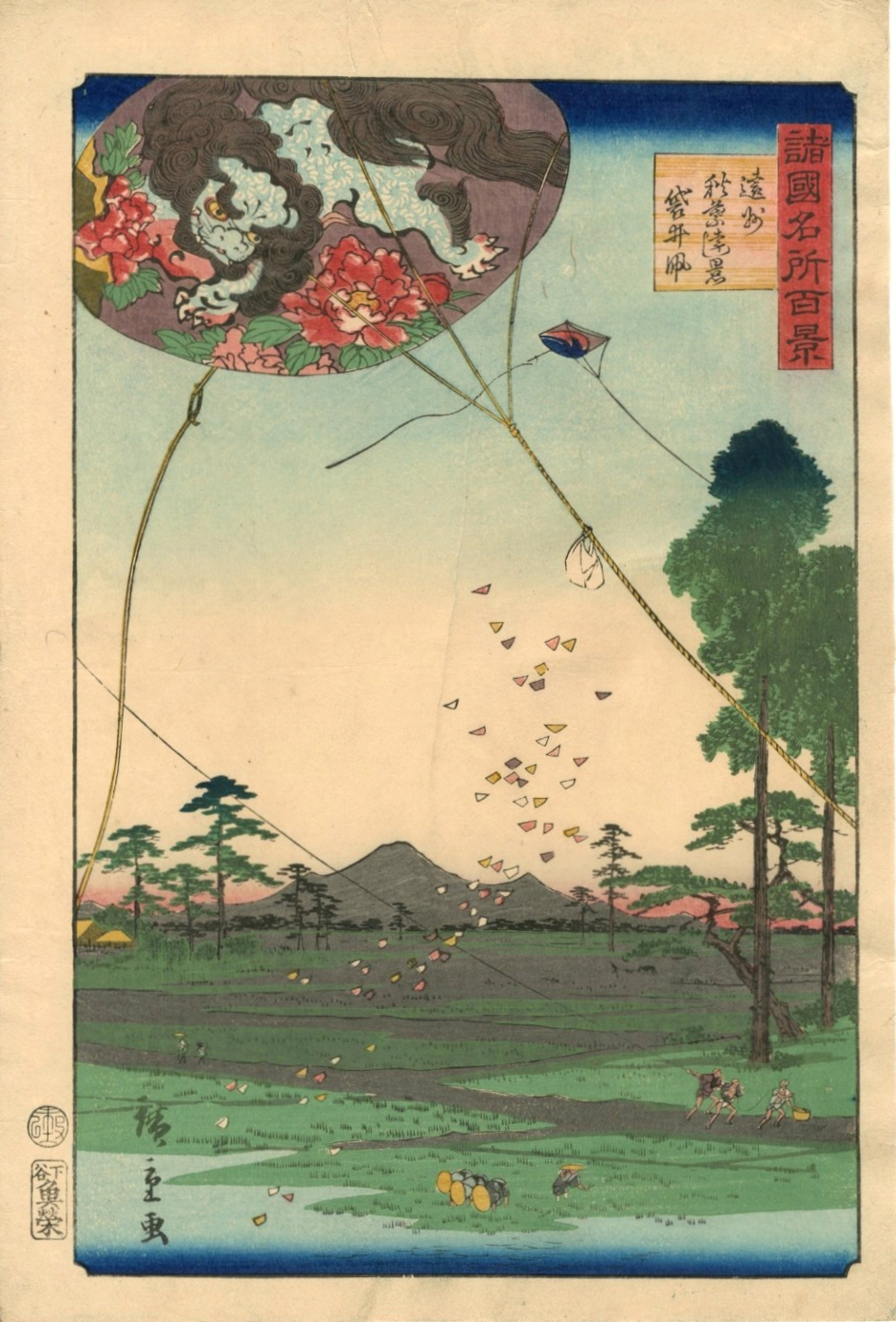
二代目歌川広重の描いた丸凧

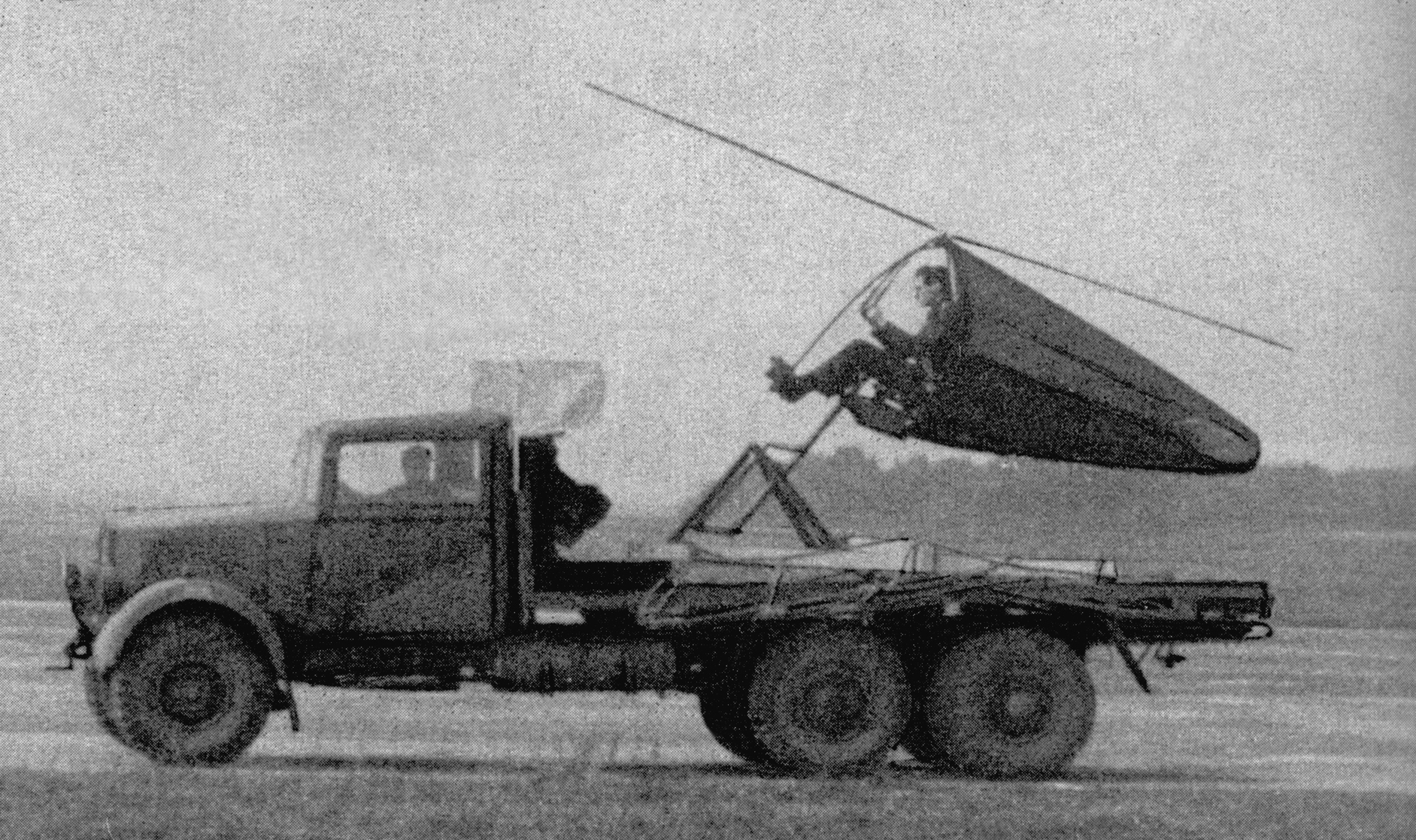
ローターカイト（ハフナー ロータシュート）

江戸時代後半から明治にかけて、日本では数多くの凧（和凧）が作られてきた。和紙と竹に恵まれた日本では、地域ごとに特徴のある「ふるさと凧」が生み出され、伝統が受け継がれてきた。和凧といっても形も名前も様々である。ふるさと凧は、地域の自然や暮らしに結びついた大切な伝統文化なのである。その主なものを上げると、角凧、津軽凧（青森県）、南部凧（青森県）、べらぼう（秋田県）、まなぐ（秋田県）、まきいか（青森県）、八つ凧（茨城県日立市）、大凧（埼玉県）、奴（東京都）、とんび（東京都）、べか（静岡県）、ぶか（静岡県）、あぶ（愛知県）、ますいか（香川県）、釣鐘いか（香川県）、いぐり凧（島根県）、ようかんべい（大分県）、はた（長崎県）、ぶんぶん（鹿児島県）、まったくー（沖縄県）。
角凧
最も一般的な和凧の基本形。長方形が多いが正方形もある。竹を削って紙を貼って作ることもできる。厳密には以下の凧でも角凧に含まれるものがある。
ぐにゃぐにゃ凧
二つの棒の間にビニールを付けて作る凧。製作が簡単な割にはよく飛ぶ。
ゲイラカイト(Gayla Kite)
アメリカ合衆国で発明された三角形の洋凧。「ゲイラカイト」の“ゲイラ(Gayla)”とは発売したメーカーの名で、登録商標であるが、日本では「三角形の凧」の代名詞ともなっている。
日本には1974年に輸入された。NASAの元技術者が開発したという触れ込みで、「(NASAジョンソン宇宙センターがある）ヒューストンからやって来た」というテレビ・コマーシャルで当時、一大ブームを起こした（実際には元技術者のフランシス・ロガロが発明したのはロガロ翼であり、ゲイラカイトの開発には関わっていない。また、所属していたのはNASAではなく、その前身の航空諮問委員会〈NACA〉である）。
和凧と異なりプラスチックの骨組みにビニールが張られており、非常に簡単に凧揚げが可能である。あまりにもよく揚がるので電線に絡む事故が急増した。元は安価な飛行機の翼「ロガロ翼」として開発され、1948年に特許を取得している。その目的としてはハンググライダーとして実用化されている。
1964年8月28日付の『朝日新聞』に「米国・民主党が凧上げで政治宣伝」との記事が掲載されているが、その写真に現在のゲイラカイトとほとんど同じ形の凧が写っていることから、この時点で既にアメリカ本国では、ロガロ翼の凧としての使用が始まっていることが確認できる。
2005年に日本上陸30周年記念としてスカイスパイ（SkySpy：空から覗くもの、の意、血走った大目玉のデザイン）のスポーツカイトが発売された。
現在日本では、株式会社エージーからプリヴェAGを経て、株式会社あおぞらが輸入、販売している。
立体凧
立体的な凧。「行灯凧」など。
笛凧
ベトナムに見られる笛を付けた凧で、ダンフオン県バズオンノイ村で行われる凧揚げ祭りで競い合う。
連凧
小型の凧を複数連ねたもの。
鳥凧
鳥の格好をしたもの。
セミ凧
昆虫のうち、セミの格好をしたもの。
六角巻凧
六角形をしたもの。新潟県三条市【六角巻凧発祥之地】のものが知られる。
丸凧
丸い形をしたもの。静岡県袋井市で保存・伝承されている。
バイオカイト
2001年に伊藤利朗が開発。そよ風程度の風力で揚がり、気候・天候を問わず、形状の可能性が無限にある。流体力学や航空機力学を応用しているため、斜めではなく真上に高く揚がるのが特徴。
仕掛け凧
蝶の形状を模した風弾（ふうたん）がよく知られる。揚がっている凧に装着する。上空のストッパーに当たると羽根が折り畳まれ、落ちてくる。沖縄県の八重山諸島ではシャクシメーと呼ばれている。
シコフレックス
短い円筒形の凧。
ローターカイト
オートジャイロから動力を除いたものに相当する、回転翼で揚力を得る凧。高価で重量も嵩むが、オートローテーションの効果により失速から墜落のリスクが低く滞空性能に優れていることから後述のように有人機として軍事利用が試みられた。
エネルギー凧

### 実用の凧

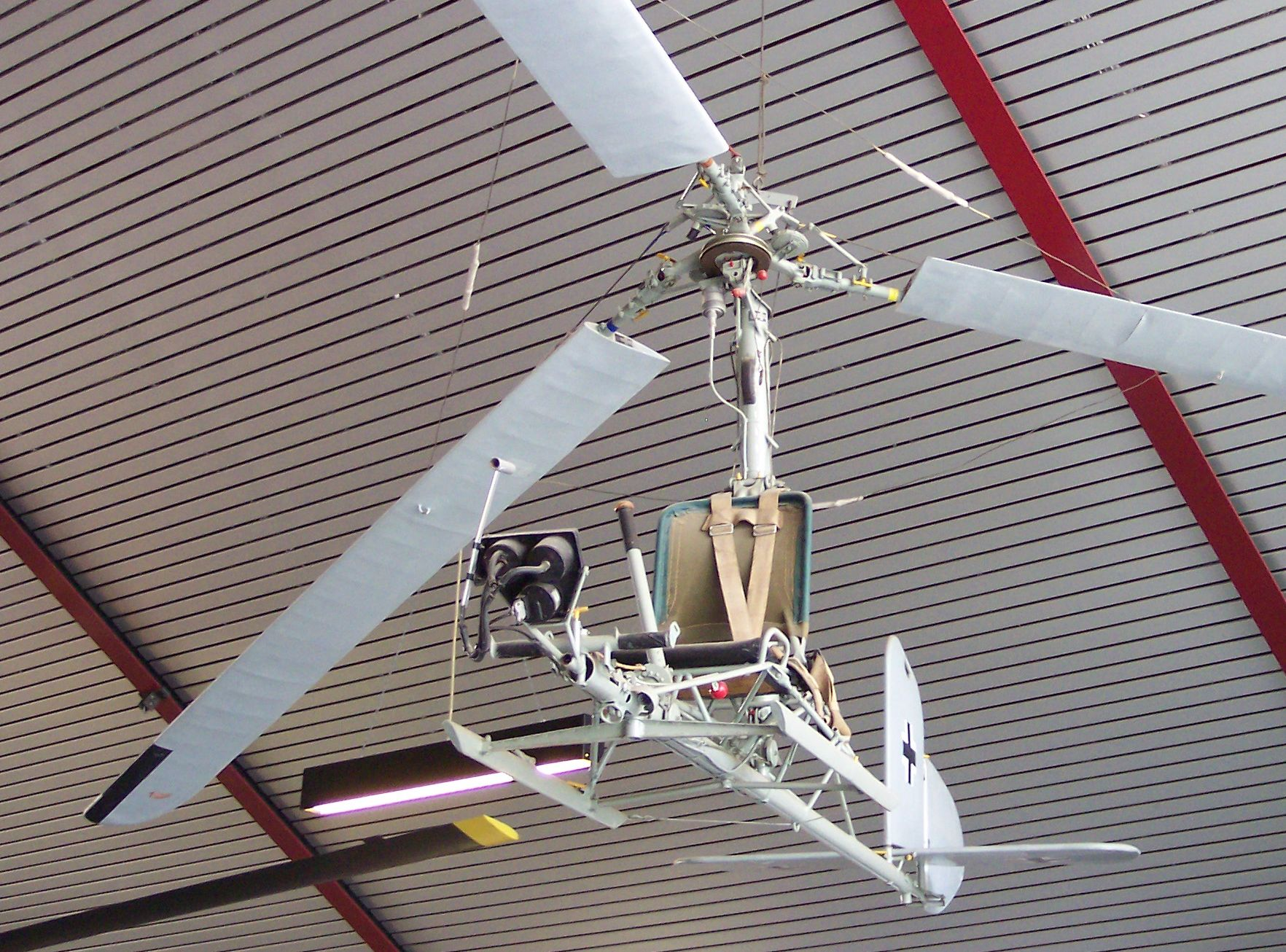
Fa 330

気象観測
19世紀末から20世紀前半にかけて箱型のボックスカイトに測定機器を取り付け風速、気温、気圧、湿度など高層の気象観測が行われた。
凧を使った空中撮影
1887年にイギリスの気象学者が取り始めた。
移動通信用のアンテナ
衛星通信や携帯電話の中継局が普及するまで、長距離の無線通信を波長の長い中波や短波で行なう際に、係留線を導体とした凧を臨時のアンテナとして使用することがあった。
カイトフォト
凧およびカイトで軽量カメラを上空に揚げ撮影を楽しむ。地上から約300メートル以下の低空の空中撮影が可能で、各種の学術調査にも利用されている。
カイトサーフィン（カイトボード）
カイトボードは専用のカイト（凧）を用いて、ボードに乗った状態で、水上を滑走するウォータースポーツである。
軍事利用
凧は一種のグライダーであり人間を空中に持ち上げることもできる。第二次世界大戦中、ドイツ海軍は潜水艦（Uボート）で運用できる軽便な航空偵察観測手段として、ローターカイトのフォッケ・アハゲリス Fa 330を開発した（アニメ映画『天空の城ラピュタ』に登場する飛行船タイガーモス号に装備されている凧と、固定翼と回転翼の違いはあるがほぼ同じ用法である）。イギリスもパラシュート及び曳航グライダーの代替とするコンセプトで個人用のハフナー ロータシュート及び車両形態のロータバギーを開発した。
ある程度の操縦可能かつ低コストの飛翔体としてテロ攻撃に利用されることもあり、ガザ地区に居住するパレスチナ人が、イスラエルに対抗する手段の一つとして火を付けた凧（焼夷凧）を放つことがある。2018年以降は、抵抗運動の象徴的なアイテムとなった。イスラエル占領地側に落下した凧は、火災の発生源となり農地や森林などに被害を与えることがある。

## 画像
以下、日本の凧の例を画像で挙げる。

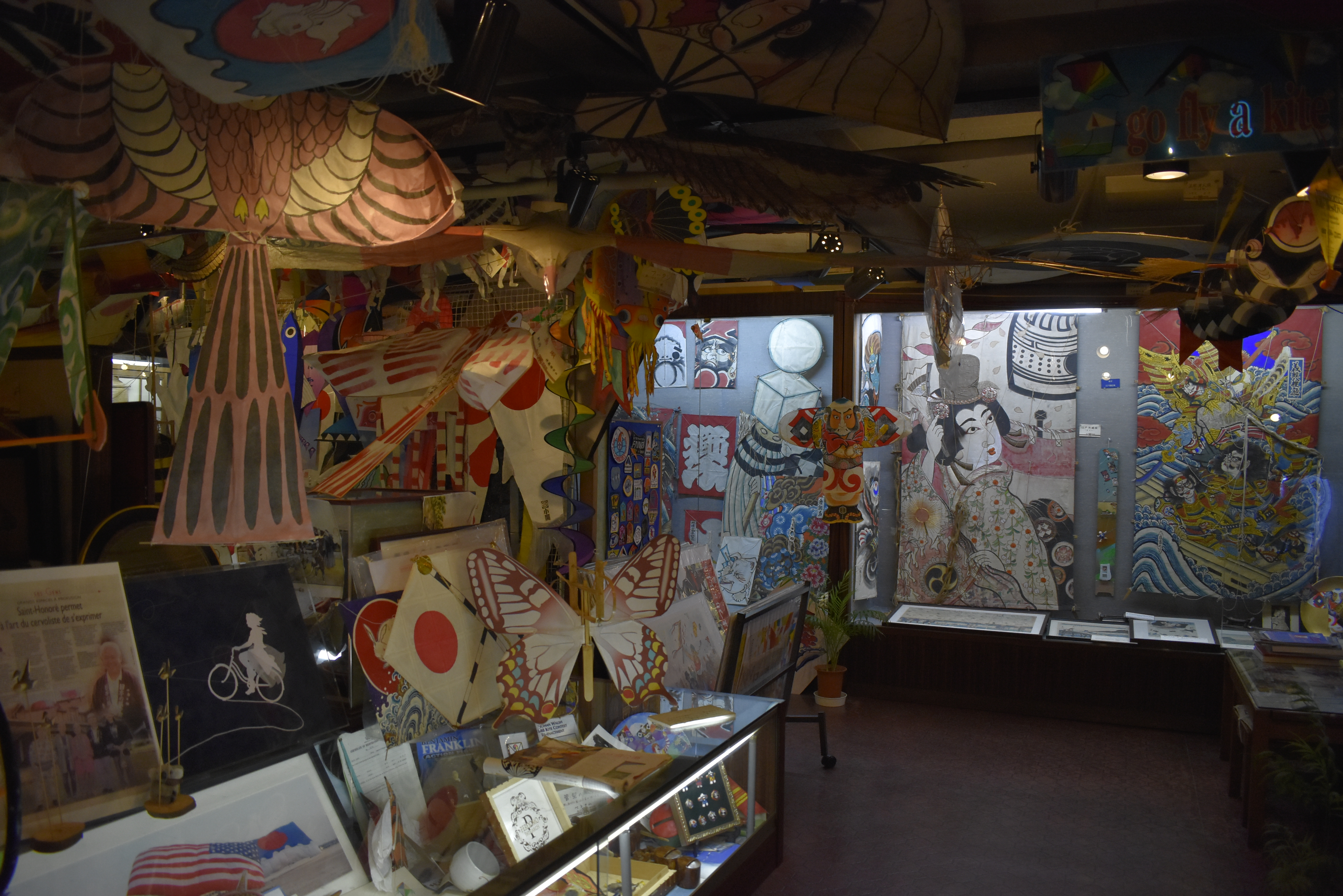
東京都中央区日本橋 凧の博物館（2020年3月6日撮影）
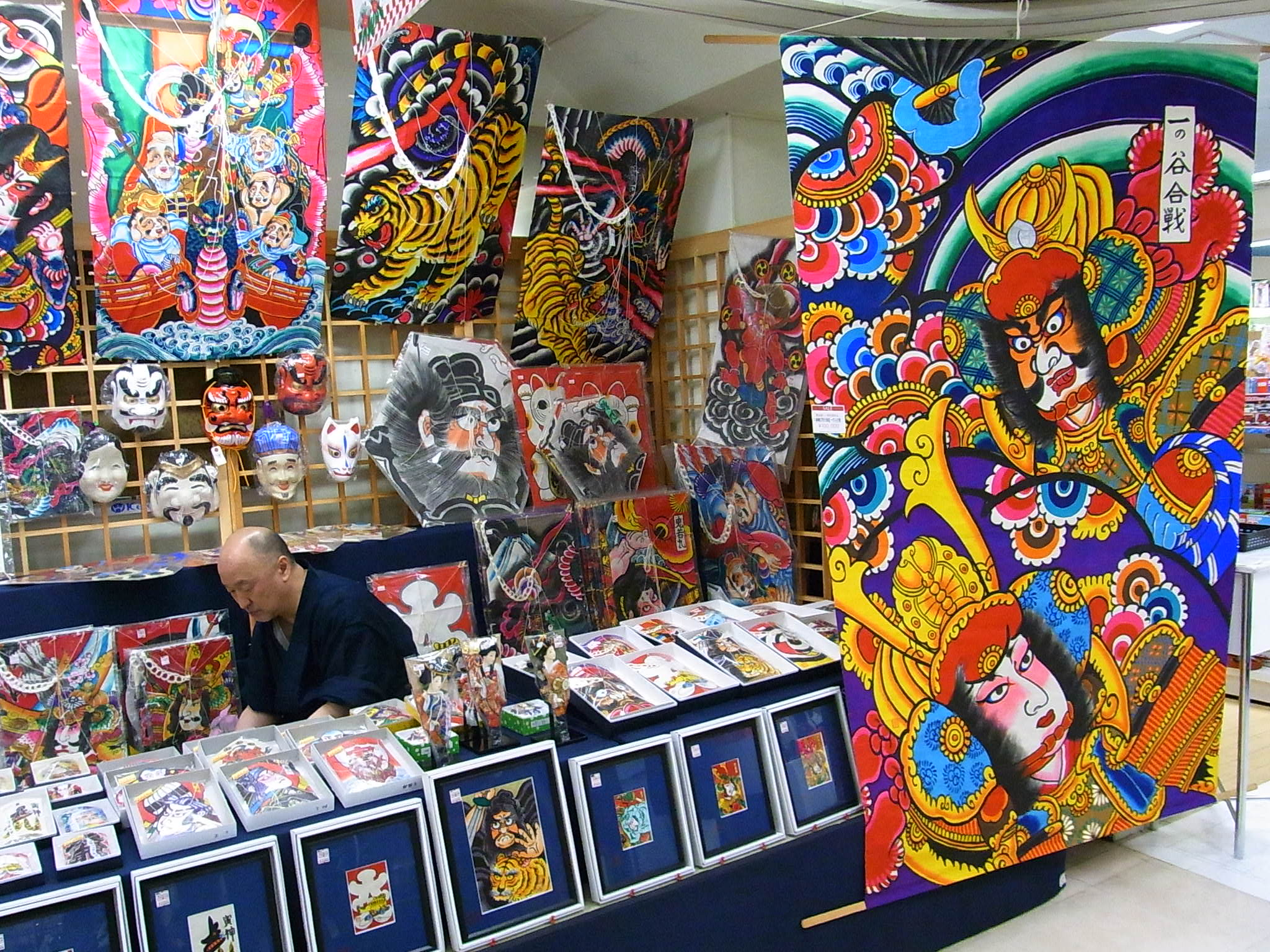
江戸凧（2010年1月4日撮影）
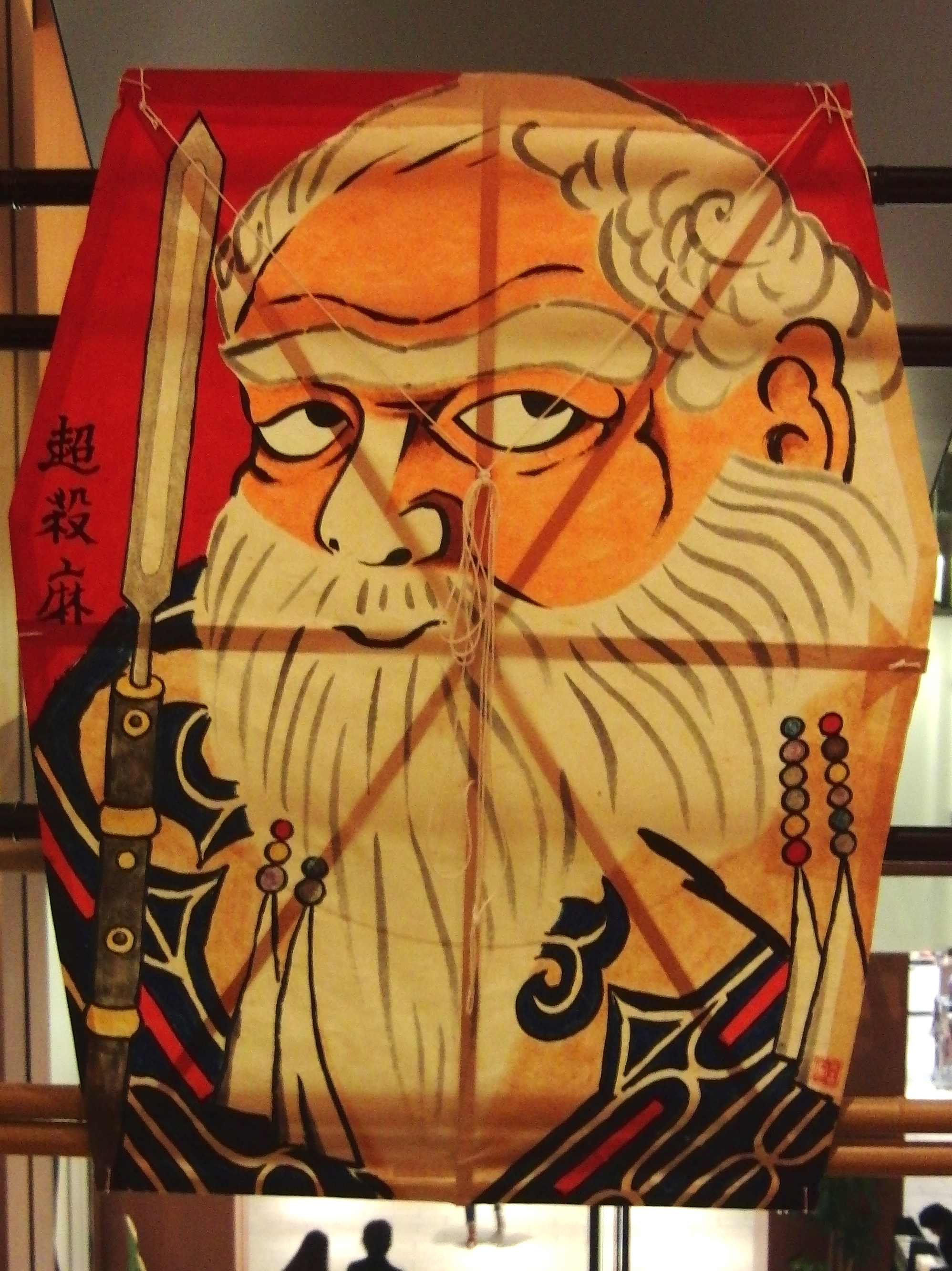
蝦夷凧（北海道の凧の一つ）
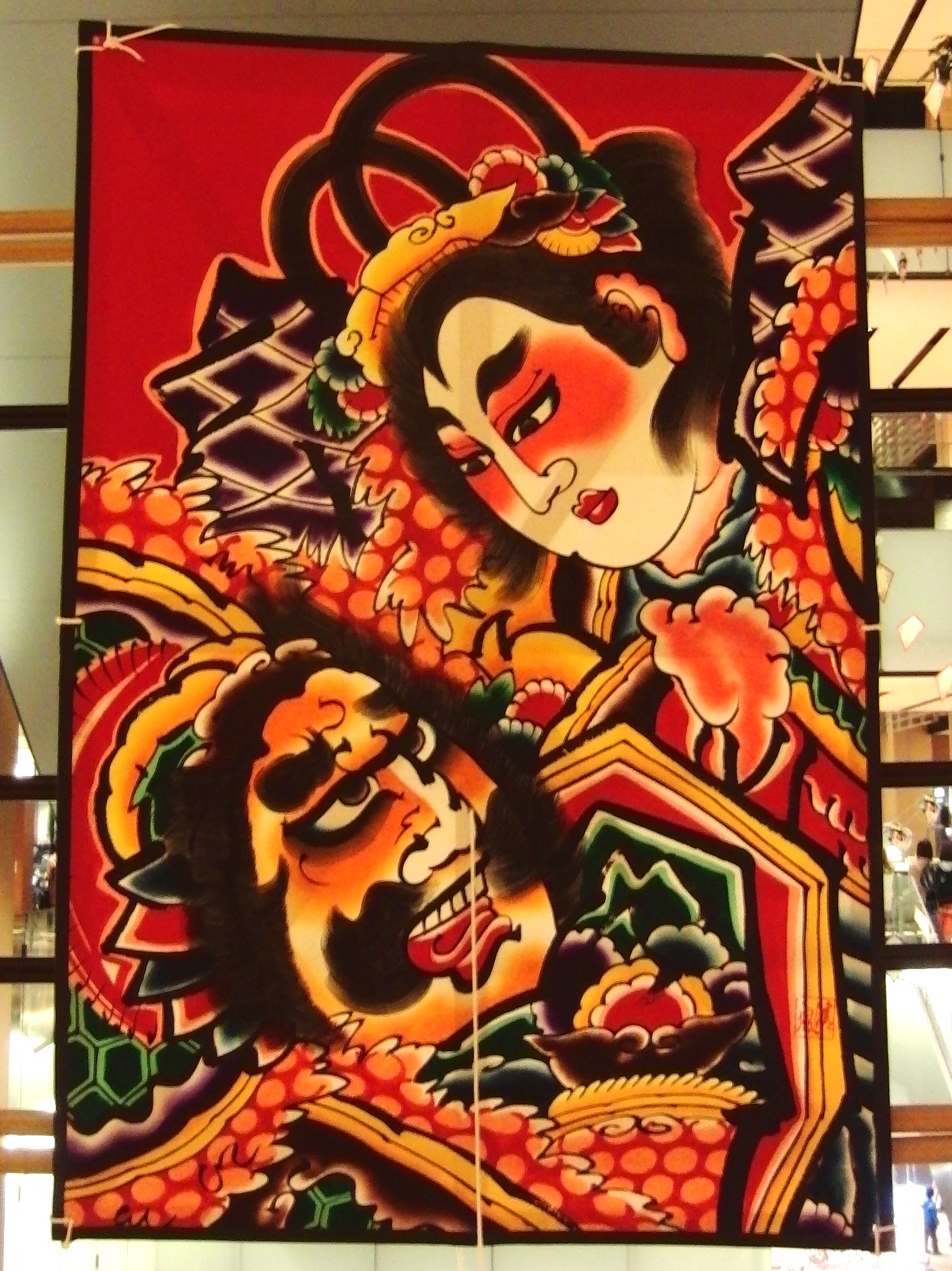
津軽凧（青森県の凧の一つ）
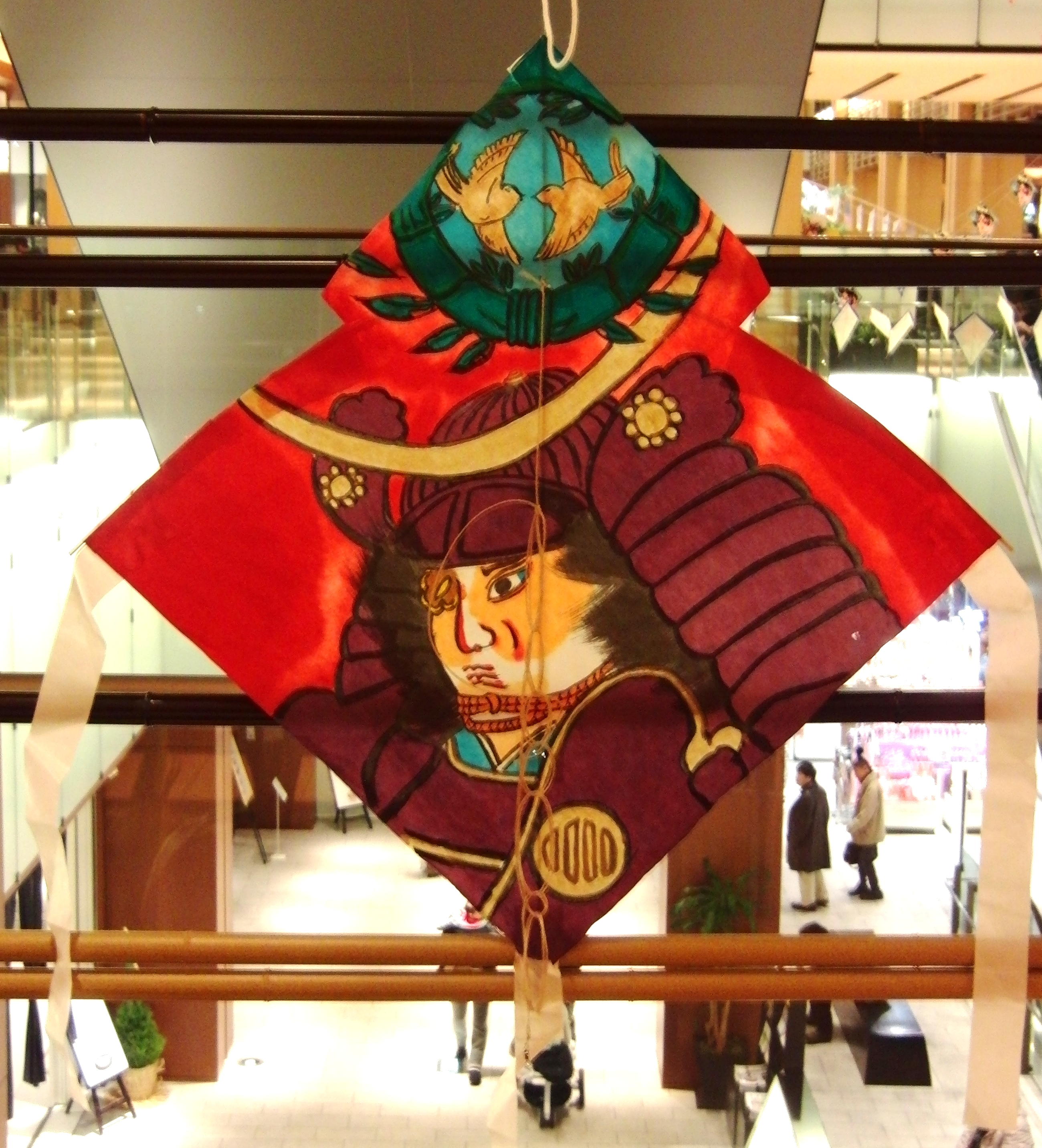
天旗（宮城県の凧）
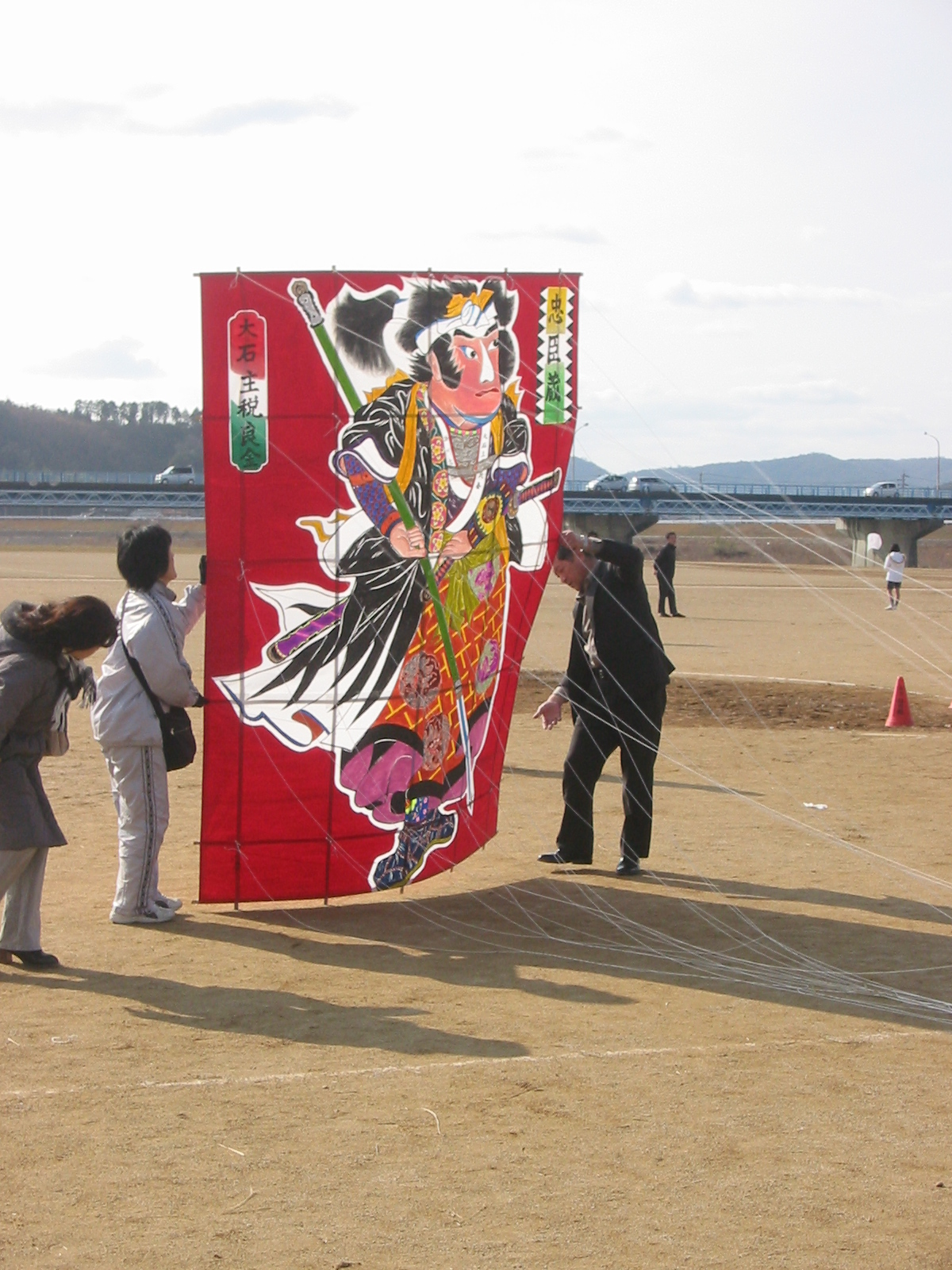
和凧

菱形、鳥型の凧や龍を模した連凧など、世界には様々なタイプの伝統的な凧が存在する。また、現代の凧には空気を入れて膨らませるようなものもあり、さらに多様な形状をとるようになっている。日本以外の凧の画像については英語版などを参照のこと。

## 文化

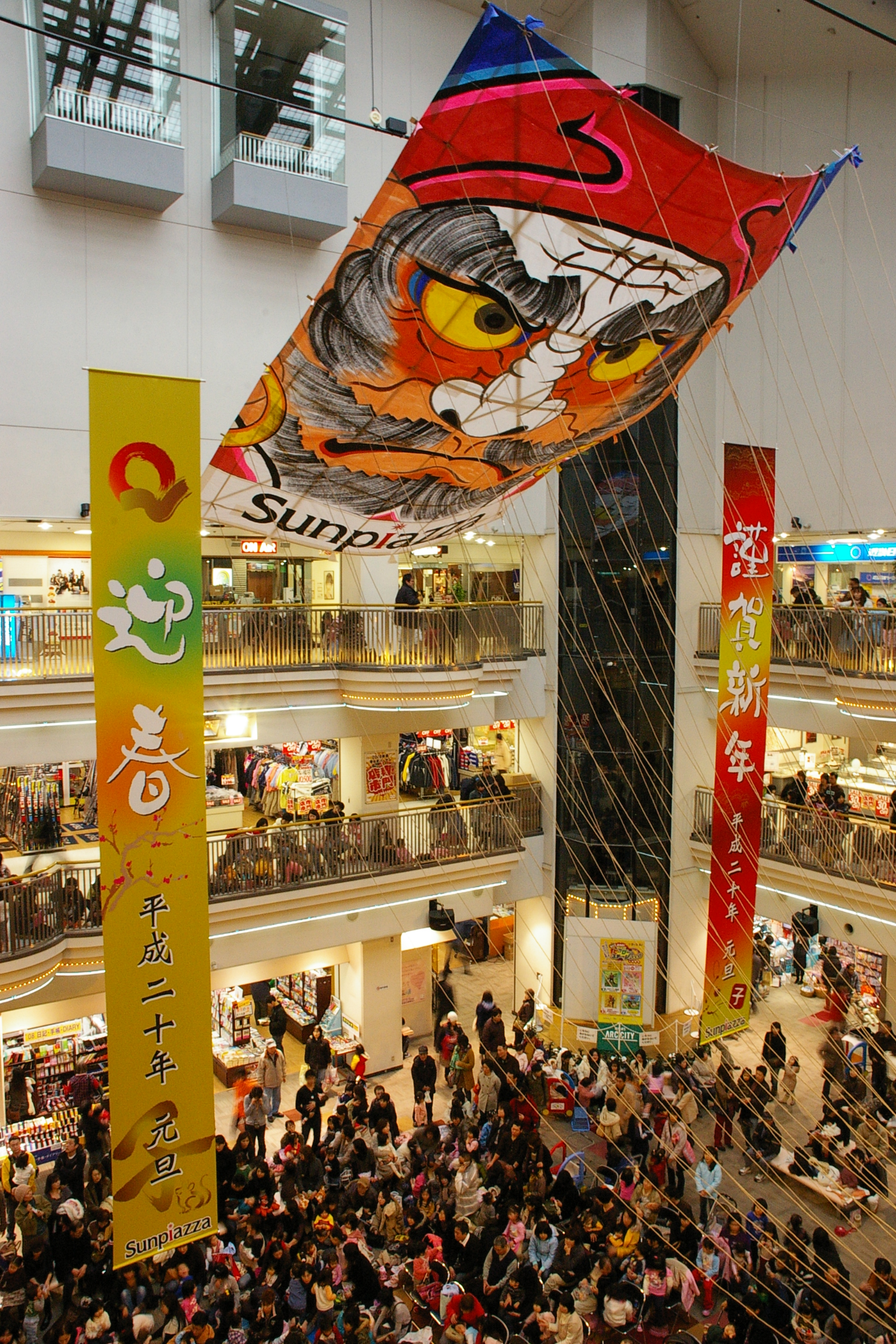
正月飾りに使用される凧

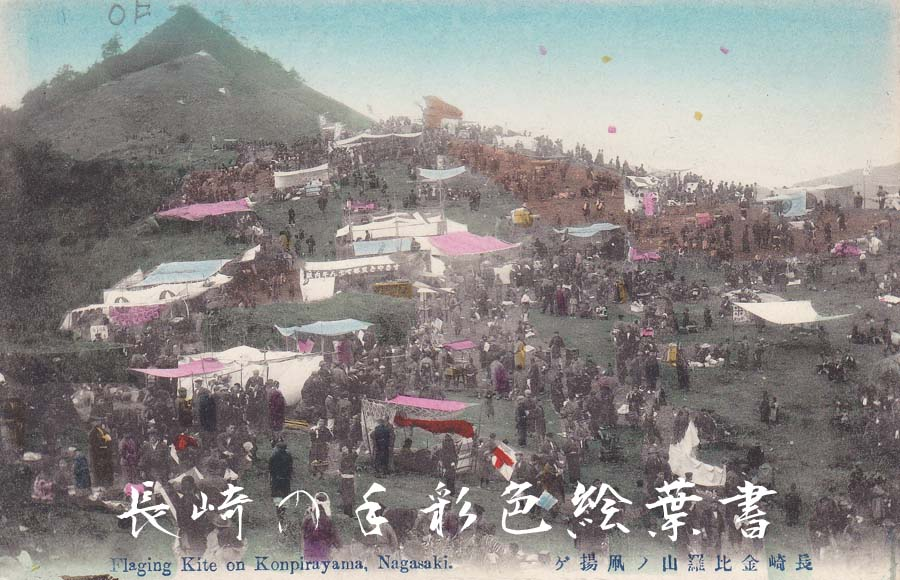
長崎市金比羅山でのハタ揚げ

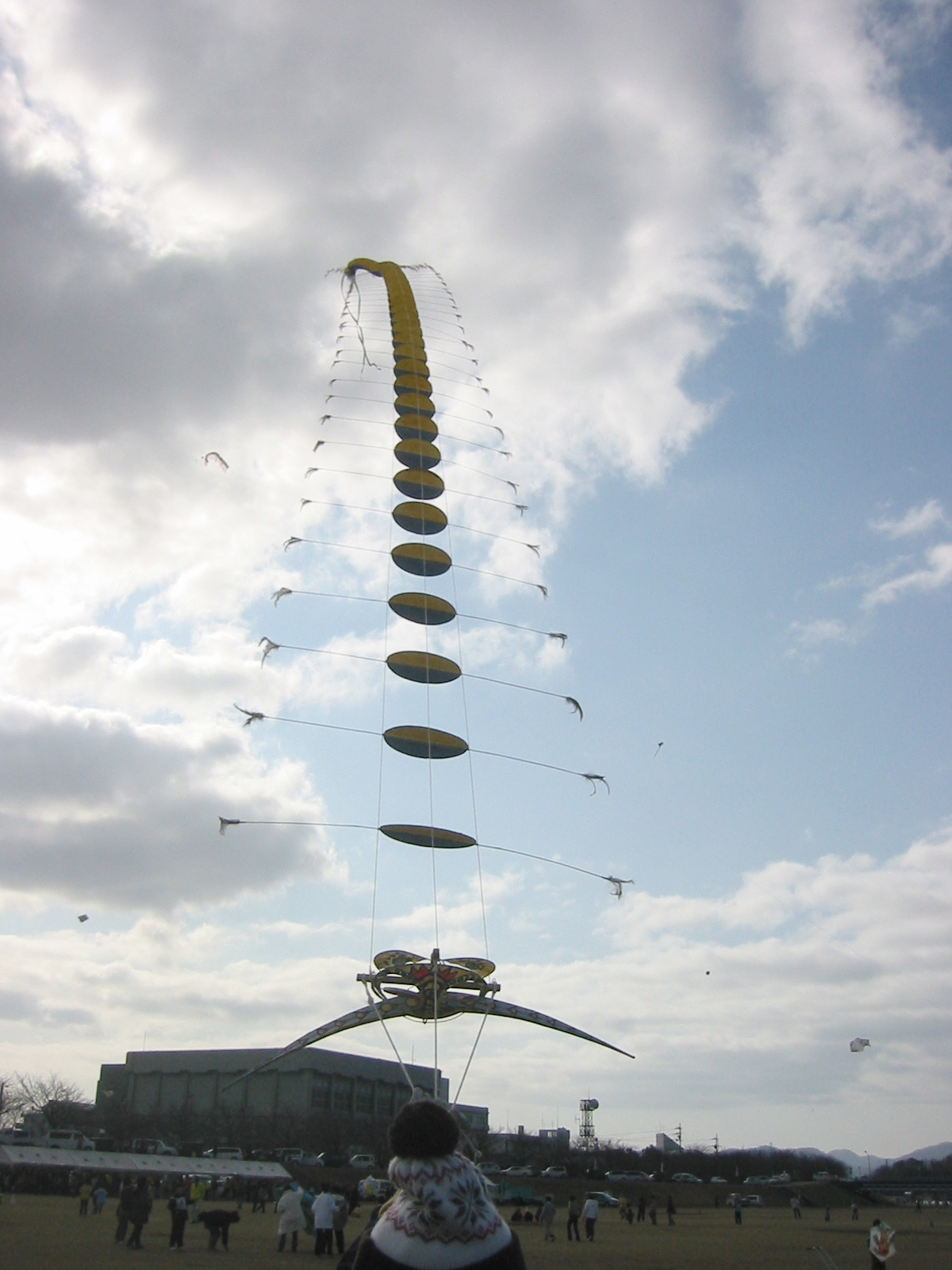
童謡の里凧あげ祭り（兵庫県龍野市）

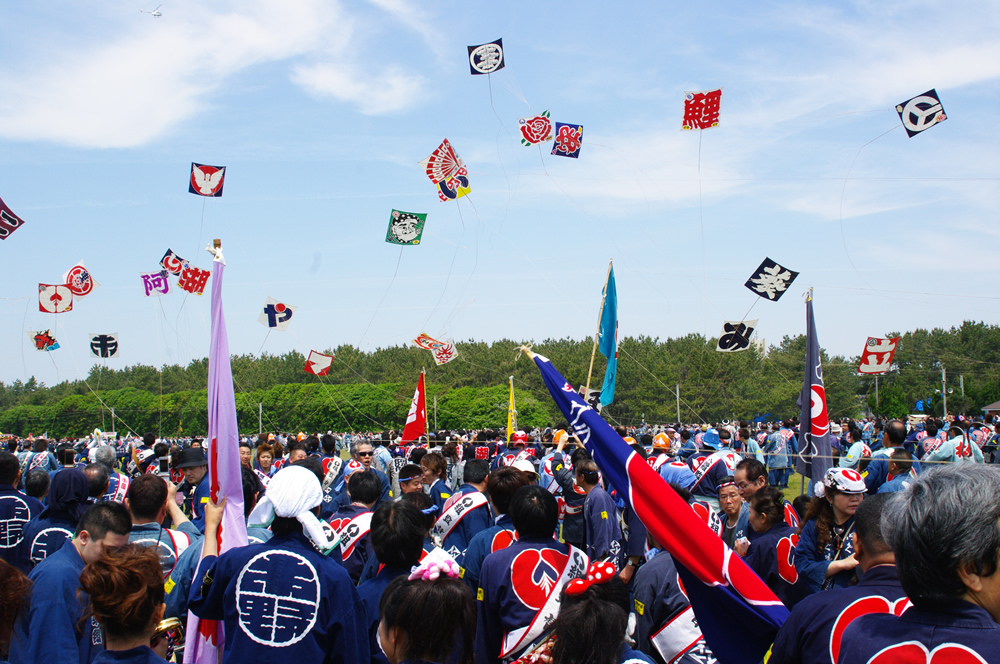
浜松の大凧祭

### 名称
凧を「たこ」と呼ぶのは関東の方言で、関西では「いかのぼり」やそれを略して「いか」、長崎などでは「はた」と呼んだ。「紙鷲（しえん）」という呼び名もある。凧の記録は江戸時代以降に偏り、江戸時代以前の凧の名称はよく分かっていない。「たこ」や「いか」という名称は、凧が紙の尾を垂らし空に揚がる姿が蛸や烏賊に似ることに由来する。
日本での凧の様々な呼び名は周圏的に分布し、近畿大部分・北陸・中四国東部にイカ、それを囲むように北海道・東北日本海側・関東甲信・東海・四国大部分・九州東部・九州南部にタコ、さらにその外側である東北太平洋側（福島県除く）と九州北西部にハタ（テンバタやタコバタのように〇〇バタという形も多い）が見られる。そのほか、広島県や山口県にヨーズ、淡路島など瀬戸内海の一部にヨ（ー）カンベ（ー）、宮崎県日南市付近にカモメなどが記録されている。
世界各国では空を飛ぶ動物などの名前が付けられていることが多く、英語ではトビ、フランス語ではクワガタムシ、スペイン語では彗星を意味する単語で呼ばれ、日本のように水生動物の名前で呼ぶのは珍しい。

### 正月の風物詩としての凧
正月遊びとしての凧揚げには意味があり、天高く揚げて、男の子の健康・成長を願う。日本ではかつて正月を含む冬休みには子供たちが凧揚げをする光景がよく見られ、玩具店のみならず子供たちが買い物をする頻度の高い身近にある駄菓子店や文房具店などで凧も販売されていた。特に凧揚げが盛んに行われていた1970年代には、冬休みの時期には電力会社がスポンサーの夕方のニュース番組で「凧揚げは電線のない広い場所で」「電線に引っかかったら電力会社にご連絡ください」という内容のコマーシャルがよく流されていたほどで、当時のトラブルの多さを窺わせる。1980年代以降は凧揚げが安全にできる広い空間が少なくなったことに加え、テレビゲームなど新しい玩具の普及、少子化などもあり正月の凧揚げの光景も少なくなった。

### 凧揚げ行事
ただ単に人が集まり凧を挙げるだけではなく、見た目の美しさや滞空時間等を競うものもある。また、凧同士をぶつけあったり、相手の凧の糸を切ったりすることで勝利を競う凧合戦という文化もある。日本国内では、正月のほか、5月の端午の節句の行事として子どもの成長を願って全国各地で凧揚げ大会など凧揚げに関する催しが行われることが多い。
滋賀県東近江市では面積100畳（縦13メートル、横12メートル）、重さ約700キログラムの大凧（おおだこ）を揚げる「八日市大凧祭」が行われてきた歴史があり（2015年に起きた落下した凧による死亡事故で休止中）、「世界凧博物館東近江大凧会館」が開設されている。この八日市大凧（ようかいち おおだこ）は江戸時代中期から始まった。1882年には、240畳の大凧が揚げられたという記録がある。現在では、「近江八日市の大凧揚げ習俗」は国の選択無形民俗文化財に選択されている。
他にも大凧を揚げる大会としては新潟市の「白根大凧合戦」、浜松市の「浜松まつり」、愛媛県内子町の「五十崎の大凧合戦」、埼玉県春日部市西宝珠花「大凧あげ祭り」（国の選択無形民俗文化財）、他には相模原市、神奈川県座間市などの凧揚げ大会が知られている。

### 喧嘩凧
江戸時代から続く田原凧まつりでは、ガラスを砕いて潰し、ふるいにかけた粉末を糸に塗ったナンキン糸を使って、凧を絡ませて切る行事も行われる。
インドでは、グジャラート州やマハラシュトラ州など各地で盛んに凧あげ祭りが行われるが、凧糸にガラスなどを張りつけて近場の凧の糸を切る、いわゆる喧嘩祭りのスタイルを採ることがある。こうした凧糸は、マンジャと呼ばれるが危険性のためニューデリーなど人口密集地では使用が禁止されている。

### 象徴としての凧
マレーシアでは民族の象徴的な存在であり、紙幣やコインのデザインとしても採用されている。またマレーシア航空の尾翼のデザインは凧を象っている。

## 凧に関する逸話・創作
高知県の「土佐凧」は戦国時代、長宗我部氏が籠城戦（攻城戦）で糸の風切り音で敵を威圧したり、戦場を測量したりするために使ったことが始まりと伝承されている。 
大凧に乗って名古屋城の金鯱を盗もうとした盗賊の話が知られている。この話は江戸時代に実在した柿木金助という盗賊がモデルになっている。実際には柿木金助は名古屋城の土蔵に押し入ったに過ぎないが、1783年に上演された芝居『傾城黄金鯱』（けいせいこがねのしゃちほこ）によって金鯱泥棒として世に知られるようになった。
忍術書の『甲賀隠術極秘』（芥川家文書）には、源義家による奥州合戦（後三年の役）金沢柵責めの時、服部源蔵という芥川流の小柄な人物がいて、大凧を作らせ、大風が吹いている中、乗せて、空中より火を降らして、焼き討ちにしたという記述が残されている（絵図が見られ、凧に複数の日の丸状の仕掛けから火を出す）。創作ではあるが、兵器としてのアイディアが近世からあったことがわかる。横山光輝の漫画並びにそれを原作とした特撮テレビドラマ『仮面の忍者 赤影』などでは、忍者が大凧に乗って偵察や戦闘を行う描写がみられる。
戦間期期のドイツではハイパーインフレーションにより煙草1箱が数億マルクもする状態になり、紙幣は価値をほとんど失ってしまっていた。こうした背景から、当時の子供たちは紙幣を貼り合わせて作った凧で遊んでさえおり、写真も残されている。
1752年、当時楽器の発明で有名だったベンジャミン・フランクリンは雷雨の中で凧を揚げて雷が電気であることを証明した（凧の実験）。これは感電の危険がある。フランクリンが成功したのはまぐれと言ってもよく、当時にも追試で何人かが感電死している。

## 事故の危険性
長い糸を伴う凧は、高所や落下地点との間にあるものに引っ掛かったり、絡み付いたりしやすい。特に送電線や配電線、電車の架線などの場合、給電障害の原因となったり、一般人が自力で回収しようとすると感電の原因になったりする危険性があるため、管理する電力会社等に連絡して取り除いてもらう必要がある。凧を揚げたり運んでいる最中に直接的に、または取り除こうとして間接的に、感電事故により多数の死傷者を出している。
また。凧自体が不意に落下したり、あるいは強い揚力により地上の人を引きずったりして、人を死傷させる事故もある。
その他、飛行機や道路・鉄道交通に影響を与えたりする危険性がある。

### 法規制
日本国内では航空法に基づき、凧を揚げる空域によっては、揚げる事が禁止される場合、または揚げる場合に事前に国土交通大臣への届出が必要な場合がある。
また、災害発生時に緊急用務空域が指定された場合、凧を揚げる際に一時的に許可または通報が必要となる。